# Nikola Kotkov
Nikola Todorov Kotkov (Sófia, 9 de dezembro de 1938 - Sófia, 30 de junho de 1971) foi um futebolista búlgaro que atuava como atacante.

## Carreira
Nikola Kotkov fez parte do elenco da Seleção Búlgara na Copa do Mundo de 1966. 
Por clubes, defendeu Lokomotiv Sofia e Levski Sofia. Morreu num acidente automobilístico em 1971, aos 32 anos. Georgi Asparuhov, seu companheiro de Seleção e Levski, também faleceu no acidente.